# Joaquín María del Castillo y Lanzas
Joaquín María del Castillo y Lanzas (Xalapa, 11 de noviembre de 1801 — Ciudad de México, 16 de julio de 1878) fue un diplomático, escritor, periodista y político mexicano. Desempeñó múltiples cargos públicos en diversos gobiernos, como el de ministro de Relaciones Exteriores, Gobernación y Policía, algunos cargos en el área de Guerra y Marina, encargado de negocios ad interim en Estados Unidos y encabezó brevemente la Secretaría de Hacienda en 1846.
Fue miembro de sociedades científicas y literarias, como la Sociedad Mexicana de Geografía y Estadística y, como periodista, fundó y trabajó en periódicos como El Mercurio, en 1825. Fue además el primer traductor en México de Lord Byron. Escribió algunas obras, como La victoria de Tamaulipas (1832) y Ocios juveniles (1835). Falleció en Ciudad de México en 1876.

## Biografía

### Primeros años
Joaquín María del Castillo y Lanzas nació en Xalapa, Veracruz, el 11 de noviembre de 1801. Hijo de una familia de buena posición económica, recibió su educación en los colegios ingleses Strouz West y Oldditold Reen. Posteriormente, estudió en la Universidad de Glasgow de Escocia y en el Seminario de Vergara en España. En 1822, regresó a México y el 16 de noviembre escribió a Agustín de Iturbide con la intención de ofrecer sus servicios. No obstante, el intento de enviarlo a la primera legación mexicana en Londres se frustró con la caída del gobierno imperial.
A los 24 años, fue nombrado síndico del Ayuntamiento de Veracruz. Desempeñó el cargo brevemente, pues poco después trabajó como ayudante, secretario e intérprete de la Comandancia de Marina. Consecutivamente ocupó otros cargos en los ramos de Guerra y Marina, como el de «comisario pagador del ejército de operaciones al mando del general Santa Anna» en la batalla de Tampico (1829). En 1825, editó el periódico El Mercurio y posteriormente el Independencia y El Faro, del que fue también fundador. Además, dirigió El Diario de Veracruz, diario oficial del estado y la revista literaria La Euterpe.

### Carrera política
Fue secretario particular del presidente Manuel Gómez Pedraza y en 1833 fue elegido diputado al Congreso de Veracruz. No obstante, no pudo ocupar el cargo porque fungió como encargado de negocios ad interim en Estados Unidos entre el 1 de enero de 1834 y el 19 de marzo de 1836. Luego de un breve periodo sucedido por Manuel Eduardo de Gorostiza, retomó su cargo el 5 de noviembre de ese año y lo ocupó hasta el 13 de octubre de 1837.
El 13 de agosto de 1842, fue nombrado intendente de Marina y, tres años después, representó a Veracruz en el Congreso de la Unión. Con la llegada de Mariano Paredes y Arrillaga a la presidencia, dirigió, entre el 7 de enero y el 27 de julio de 1846, el Ministerio de Relaciones Exteriores, Gobernación y Policía. Además, durante ese periodo se encargó por diez días (20 de abril al 1 de mayo) de Hacienda. En marzo de 1853, José María Tornel y Castillo y Lanzas, en representación del presidente Manuel María Lombardini, y Alfred Conkling, en representación del gobierno estadounidense, firmaron un convenio «con el fin de facilitar la construcción y de asegurar la permanencia de una vía de comunicación por el Istmo de Tehuantepec» y para declarar su neutralidad absoluta. No obstante, el acuerdo no fue ratificado por el Congreso de los Estados Unidos.
Pocos días después, el 29 de mayo, fue nombrado enviado extraordinario y ministro plenipotenciario en el Reino Unido, cargo de que desempeñó hasta el 6 de diciembre de 1855. En 1857, el Estado de México le eligió representante ante el Congreso federal. Por su relación con Lucas Alamán se le identificó como miembro del Partido Conservador. El 10 de julio de 1858, durante el mandato de Félix María Zuloaga (en un gobierno establecido a partir del Plan de Tacubaya), fue llamado a encabezar el Ministerio de Relaciones Exteriores. Con la llegada de Miguel Miramón, se reorganizó el gabinete y el 2 de febrero de 1859 le sucedió José Miguel Arroyo en esa posición.

### Últimos años
En sus últimos años de vida, fue miembro de algunas sociedades y asociaciones, como la Sociedad Mexicana de Geografía y Estadística, que también dirigió en 1858, 1859 y 1860, la Real Academia Española y la Real Academia de Historia. Durante la Segunda intervención francesa en México, ocupó diversos puestos en algunas comisiones, como la Junta Superior de Gobierno (1863) y la Comisión Mixta para Examinar y Liquidar Reclamaciones Francesas (1864). Falleció el 16 de julio de 1878 en Ciudad de México.

## Carrera literaria
Con motivo de la batalla de Tampico, Castillo y Lanzas escribió su canto La victoria de Tamaulipas, publicado en 1832. Esta, sin embargo, no fue su primera obra publicada, pues seis años atrás publicó un cuaderno de poesías (Poesías de Joaquín María de Castillo y Lanzas) mientras se desempeñaba como editor de El Mercurio. Con respecto a su Poesía, José María Heredia notó «una incorrección extraordinaria, una oscuridad y una confusión, que nace naturalmente de la poca distinción de las ideas». Agregó que en su poesía «[e]l lenguaje está muy lejos de ser puro. La fraseología es en muchos trozos afrancesada».
Por su parte, Menéndez y Pelayo consideró que La victoria de Tamaulipas era una imitación de La victoria de Junín. Canto a Bolívar de José Joaquín de Olmedo y que «no alcanzaba la nobleza de su modelo». También fue el primer traductor de Lord Byron en México y tradujo a otros autores, como a Lydia Sigourney y André Chénier. Ignacio Manuel Altamirano, en su división por generaciones de la literatura mexicana del siglo XIX, consideró que Castillo y Lanzas pertenecía a la generación de la Academia de Letrán.

### Obras
- Poesías de Joaquín María de Castillo y Lanzas. México: s.e.r. 1826.[23]
- La victoria de Tamaulipas. Canto. México: s.e.r. 1832.[23]
- Ocios juveniles. Filadelfia: Imprenta de E. G. Dorsey. 1835.[23]
- Discurso pronunciado en la Alameda de México el 16 de septiembre de 1863 por d. Joaquín María de Castillo y Lanzas. México: Andrade y Escalante. 1863.[24]